# Platymeris
Platymeris es un género de la familia de las chinches asesinas (Reduviidae). Las especies de Platymeris se utilizan a menudo en laboratorios y como mascotas.
El veneno de este género se ha estudiado en un entorno de laboratorio.

## Especies
Estas dos especies pertenecen al género Platymeris:
- Platymeris biguttatus (Linnaeus, 1767)
- Platymeris charon Jeannel, 1917
- Platymeris erebus Distant, 1902
- Platymeris flavipes Bergroth, 1920
- Platymeris guttatipennis Stål, 1859
- Platymeris insignis Germar & Berendt, 1856
- Platymeris kavirondo Jeannel, 1917
- Platymeris laevicollis Distant, 1919
- Platymeris nigripes Villiers, 1944
- Platymeris pyrrhula Germar, 1837
- Platymeris rhadamanthus Gerstaecker, 1873
- Platymeris rufipes Jeannel, 1917
- Platymeris swirei Distant, 1919